# Castelo de Chinon
Castelo de Chinon é um castelo localizado na margem do rio Vienne em Chinon, França.